# Максим Бурханларски
Максим Георгиев Бурханларски е български шахматист, майстор на спорта.
Първите му шахматни изяви са във Варна, където израства и се утвърждава като един
от добрите шахматисти. Става градски шампион за 1962 г. През 1963 г. е утвърден за майстор на спорта по шахмат.
Състезател е на ШК ЦСКА. Участва на шахматната олимпиада в Златни пясъци (извън класирането), където изиграва 9 партии (4 победи, 4 равенства и 1 загуба).
Завършва математика в СУ „Св. Климет Охридски“ през 1958 г. и работи дълги години като учител. Претендира за откриване на бърз метод за решаване на математически задачи, който не се възприема от МОН.
Брат му Стилиян Бурханларски е посланик на България в Никарагуа за периода 1986-1990 г.

## Участия на шахматни олимпиади
| Година | Организатор   | Отбор            | Класиране (отборно) | Дъска         |
| 1962   | Златни пясъци | България 2 отбор | -                   | Втора резерва |